# Loggia dei Servi di Maria
La Loggia dei Servi di Maria ou Loggiato della Confraternita dei Servi di Maria donne sur la Piazza della Santissima Annunziata à Florence.

## Histoire
Sous le contrôle de l'Hôpital des Innocents (Spedale degli Innocenti), elle est réalisée entre 1516 et 1525 par Antonio da Sangallo le Vieux et par Baccio d'Agnolo. Elle rejoint à l'angle de la place, le palazzo Grifoni- Budini Gattai. C'est alors le siège de l'oratoire de la Confraternita de San Girolamo et de San Francesco Poverino en San Filippo Benizi. 
En 1599, elle est allouée à la Compagnie de San Filippo Benizi, qui a ensuite été dissoute. 
En 1785, elle fut concédée à la Confraternita de Saint Maria de la Pietà, dite Buca de San Girolamo, transférée à l'Hôpital de San Matteo.
En 1911, elle est confiée à l'association de San Francesco Poverino, dont l'oratoire de San Zanobi avait été détruit en 1844. 
De nombreuses œuvres d'art et des meubles ayant appartenu aux trois compagnies y sont encore conservés. 
Dans sa petite chapelle, la messe en langue latine y est dite une fois par semaine. 
Aujourd'hui une grande partie du loggiato accueille une auberge.